# فاكوندو بونانوتي
فاكوندو بونانوتي (بالإسبانية: Facundo Buonanotte)‏ هو لاعب كرة قدم أرجنتيني، ولد في 23 ديسمبر 2004 في Pérez, Santa Fe ‏ في الأرجنتين.

## وصلات خارجية
- فاكوندو بونانوتي على موقع الاتحاد الأوربي (الإنجليزية)
- فاكوندو بونانوتي على موقع إي إس بي إن إف سي (الإنجليزية)
- فاكوندو بونانوتي على موقع قاعدة بيانات كرة القدم.إي يو (الإنجليزية)
- فاكوندو بونانوتي على موقع ليكيب (الفرنسية)
- فاكوندو بونانوتي على موقع ناشيونال فوتبول تيمز (الإنجليزية)
- فاكوندو بونانوتي على موقع Soccerbase.com (لاعب) (الإنجليزية)
- فاكوندو بونانوتي على موقع Soccerway.com (الإنجليزية)
- فاكوندو بونانوتي على موقع عالم كرة القدم.نت (الإنجليزية)